# Polveroso
Polveroso település Franciaországban, Haute-Corse megyében. Lakosainak száma 35 fő (2022. január 1.). Polveroso Verdèse, Croce és Nocario községekkel határos.

## Népesség
A település népességének változása:
| Lakosok száma | 61   | 35   | 21   | 40   | 39   | 39   | 42   | 42   | 42   | 35   |
|               | 1968 | 1982 | 1990 | 2006 | 2013 | 2015 | 2017 | 2019 | 2020 | 2022 |